# بايامو
بايامو (بالإنجليزية: Bayamo)‏ هي مدينة، وبلديات كوبا، تتبع غرانما، هي عاصمة غرانما، بلغ عدد سكانها 222118 نسمة، في 2004، تبلغ مساحتها 918 كيلومتر مربع، رمزها البريدي هو 85100.

## مدن توأم
المدن التوأم:
- سافونا.

## أعلام
- كانديلاريا فيغيريدو
- أوسوالدو بايا
- ليوناردو دياز
- مانويل جيمنس
- توماس إسترادا بالما
- أوناني مونيز غوتيريز